# Felix Cornu
Felix Cornu (* 26. Dezember 1882 in Prag; † 27. September 1909 in Leoben) war ein österreichischer Mineraloge und Petrograph.

## Leben und Werk
Cornu war der Sohn des Romanisten Jules Cornu. Er studierte Mineralogie an der Universität Wien bei Friedrich Becke, promovierte dort 1906 mit der Arbeit Hibschit, ein neues Contact-Mineral (benannt nach seinem Vorbild Josef Emanuel Hibsch) und publizierte in kurzer Zeit 60 wissenschaftliche Beiträge. 1907 wurde er Privatdozent an der Montanistischen Hochschule Leoben. Er starb durch Freitod. Seine Mutter widmete ihm den Gedenkband Felix Cornu. Blätter liebenden Gedenkens und Verstehens, Dresden und Leipzig 1923.
Cornu galt als einer der besten Mineralogen seiner Zeit, vor allem in der Kolloidmineralogie. Das Mineral Cornuit und der von der Kolloid-Gesellschaft verliehene Felix-Cornu-Preis sind nach ihm benannt.